# Einar Norlén
Gustaf Einar Norlén, ursprungligen Johansson, född 20 november 1887 i Västra Eds församling i Kalmar län, död 20 mars 1965 i Vantörs församling i Stockholm, var en svensk journalist och författare.
Einar Norlén var son till hovpredikanten Adolf Johansson och Maria Norlén. Han var verksam som tidningsman i Stockholm. Einar Norlén var författare till Skaldegulascherna (1918), Gubben Noach eller Hemslöjdsarken (1919), Året runt: barnvisor (1920) och Den stora vattufloden eller uti arken finns det rum (1920).
Norlén gifte sig med Anna Elisabet Fryckberg (1889–1969), men skilde sig 1915 och Fryckberg gifte om sig med Per Albin Hansson.
Einar Norlén är begravd i föräldrarnas familjegrav på Mjölby kyrkogård.